# ダニー・スミス
ダニー・スミス（Danny Smith,1973年10月2日-）は、カナダの俳優。

## 人物
オンタリオ州ピカリング出身。
『ハイスクール・ウルフ』終了後ロサンゼルスに移住し、2003年から2009年にはザ・シティ・ドライブというバンドでボーカル・作曲・ギタリストを務めていた。
バンド解散後、オンタリオに戻り俳優活動を再開した。

## 出演作品
- ハイスクール・ウルフ